# Désiré Charnay

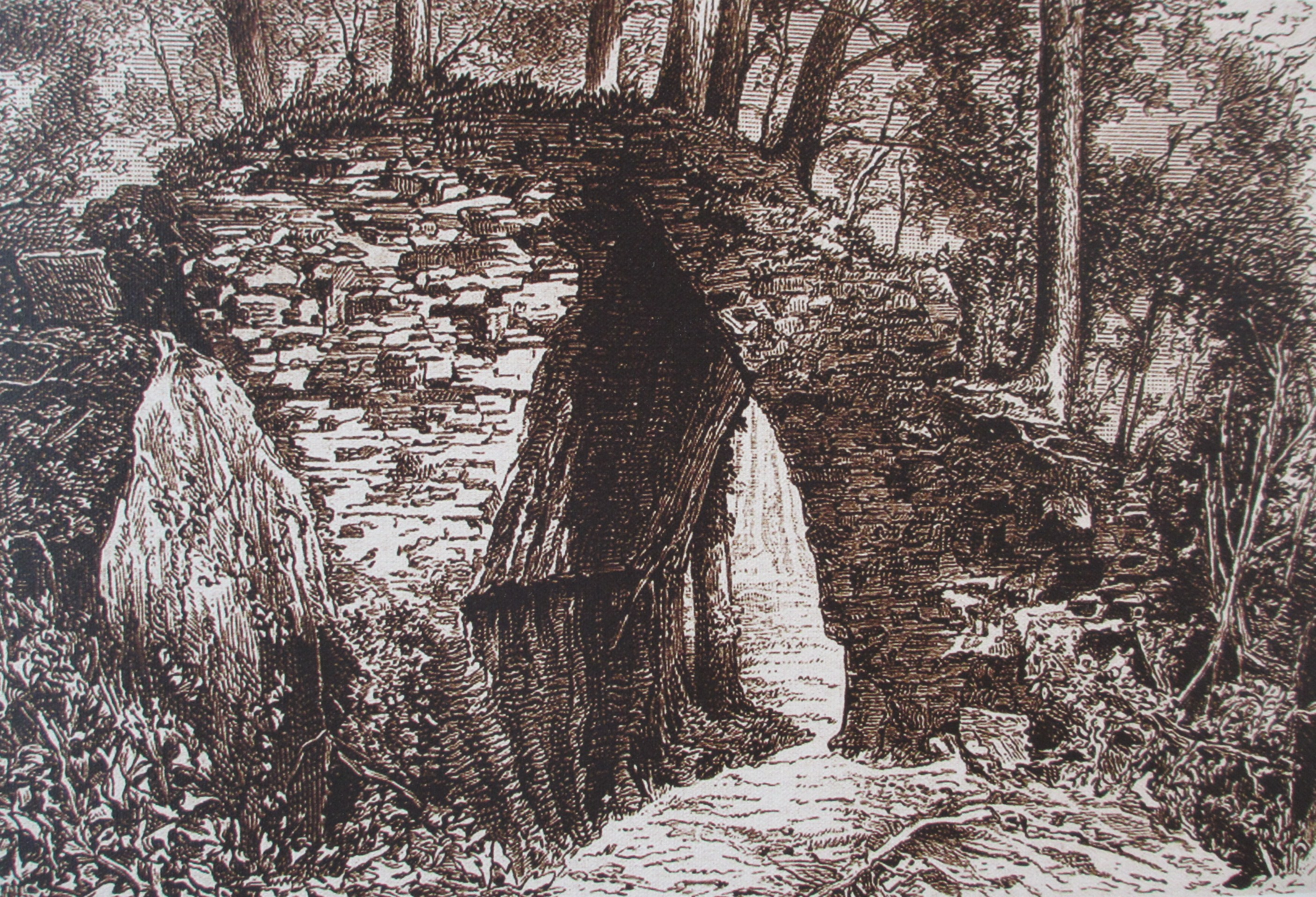
Litografía elaborada por Charnay durante su expedición y descubrimiento de Comalcalco en 1880.

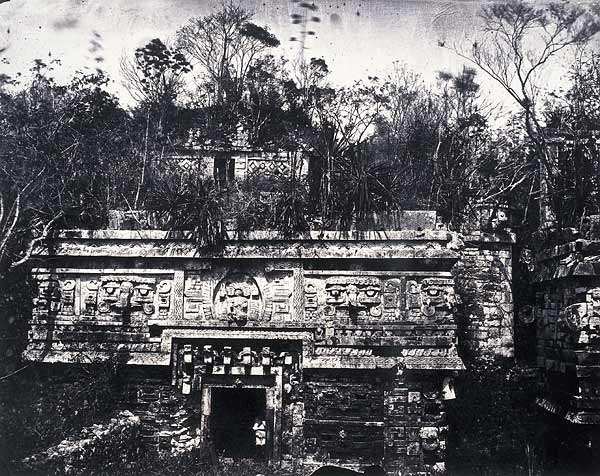
Fachada principal del palacio de Nonnes, Chichén Itzá, 1859-1860.

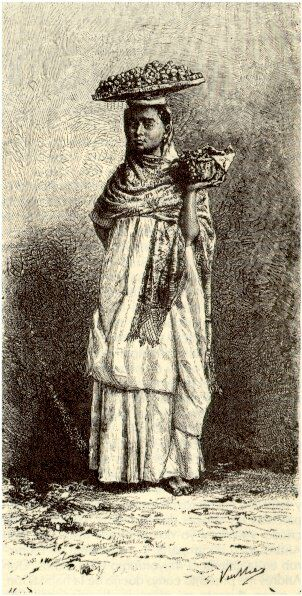
Campechana / Desire Charnay.

Claude-Joseph le Désiré Charnay llamado Désiré Charnay (Fleurie, 2 de mayo de 1828 - París, 24 de octubre de 1915) fue un explorador, arqueólogo y fotógrafo francés, famoso por sus fotografías de la Ciudad de México y de las ruinas de las antiguas civilizaciones precolombinas en México. De hecho, se le considera el pionero de la fotografía arqueológica. Uno de sus más grandes logros fue haber descubierto las ruinas mayas de Comalcalco en el estado mexicano de Tabasco.
Viajó por Inglaterra y Alemania antes de desplazarse a América. En 1850 se estableció como profesor de lengua francesa en Nueva Orleans, Luisiana, para después viajar a México y Centroamérica en donde exploró ruinas mayas. También realizó viajes a Sudamérica, Madagascar, Indonesia y Australia.

## Primeros años
Désiré Charnay nació en la pequeña comuna francesa de Fleurie, en el departamento del Ródano. Provenir de una familia de la alta sociedad le permitió realizar continuos viajes a Inglaterra y Alemania para estudiar literatura. Posteriormente, viajó a Estados Unidos y se estableció en Nueva Orleans, Luisiana, donde trabajó como profesor de lengua francesa. Aquí conoció las obras del estadounidense John Lloyd Stephens y el inglés Frederick Catherwood, quienes en la década de los cuarenta publicaron dos textos ilustrados sobre sus investigaciones en la zona maya, lo que despertó su deseo de visitar México.

## Primer viaje a México (1857-1860)
Con el apoyo del Ministerio de Instrucción francés, Charnay logró viajar a México, y llegó por primera vez en 1857 a Veracruz; se instaló en la Ciudad de México para organizar su viaje a las zonas arqueológicas del país. Durante ese tiempo, Charnay recorrió la ciudad y sus alrededores, en el que fotografió las construcciones más sobresalientes, con lo que editó su primer álbum en 1860: el Álbum fotográfico mexicano. En 1858 inició su viaje por el interior del país para fotografiar las ruinas de las antiguas civilizaciones precolombinas. En su primer viaje a México, Charnay recogió recuerdos y realizó diversas fotografías de las ruinas que visitó. 
Durante ese viaje, Charnay recorrió y fotografió Teotihuacán, Monte Albán, Mitla, El Tule, y Orizaba. Sin embargo, su viaje se vio interrumpido por la Guerra de Reforma. Regresó en 1860 para concluir sus trabajos. En esa ocasión visitó y fotografió varias ruinas mayas como Palenque, Izamal, Chichén Itzá, Uxmal, Sisal, Dzitas, Ticul, así como las ciudades de Mérida y Campeche. Sus imágenes fueron publicadas en Cités et ruines americaines en 1863, libro en el que pudo comprobarse el resultado de su obra.
A su regreso a Francia logró montar una exposición con las fotografías tomadas en México. Dichas fotografías cautivaron la atención de la sociedad europea, al grado que Napoleón III patrocinó en 1863 la edición de su libro Cités et ruines americaines, en el que se mostraban las mejores fotos.
En México Julio Michaud publicó primero el Álbum Fotográfico Mexicano de fotografías tomadas por Charnay de la Ciudad de México alrededor de 1857-1958 con textos de don Manuel Orozco y Berra y de Julio Lavarriere y luego el álbum Ciudades y ruinas americanas que se vendía junto con el libro del mismo título con textos de Désiré Charnay donde cuenta como se tomaron las fotos y de Eugène Viollet-le-Duc.

## Segundo viaje a México (1880-1882)
Durante los años 1880 y 1882 realizó un nuevo viaje a México, esta vez con el patrocinio de la Comisión Científica de París. Este segundo viaje le permitió conocer los volcanes Popocatépetl e Iztaccíhuatl. También descubrió perros de juguete en madera en un cementerio de Iztaccíhuatl. En este viaje, Charnay recorrió el sureste de México y la Península de Yucatán; visitó Teotihuacán, Ozumba, Tula, Comalcalco, Palenque y Yaxchilán.

### Descubrimiento de Comalcalco
Durante este viaje, Désiré Charnay llegó a Tabasco y ahí realizó uno de sus máximos logros como arqueólogo, al llegar a la ciudad maya de Comalcalco el 12 de septiembre de 1880. En este sitio elaboró litografías de los edificios y posteriormente publicó varios artículos en la revista North American Review entre 1880 y 1882, así como su libro Les anciennes villes du Nouveau Monde en 1885. 
Además de la descripción del sitio, Charnay elaboró un mapa de lo que él llamó "Montículo principal", hoy es conocido como "La Gran Acrópolis", en el que localizó el "Palacio", los "Templos IV y V" (que él identificó como "torres semejantes a las de Palenque"), así como otros dos montículos más que hoy se sabe corresponden a los "Templos I y VII". Charnay permaneció en Comalcalco hasta el 22 de septiembre.
Charnay visitó también Palenque y se embarcó en Montecristo, Tabasco para recorrer el río Usumacinta; pasó por Tenosique, en donde los habitantes le informaron de la existencia de unas ruinas mayas llamadas "Menché", a las que el bautizó como "Ciudad Lorillard" en honor a su mecenas, y que hoy se llaman Yaxchilán.
Sin embargo, durante este viaje Charnay enfermó, por lo que se vio obligado a regresar a Francia ya que requería de reposo. Una vez recuperado, regresó a México ese mismo año para continuar con su viaje; aquí recorrió Chichén Itzá, Labná, Tekax, Izamal, Ek Balam, Mérida, Aké, Kabáh, Uxmal, y llegó incluso a lugares más lejanos como Tikal, Guatemala y Copán en Honduras. A su regreso a Francia expuso la gran cantidad de piezas, moldes y fotografías producto de ese viaje.

## Tercer viaje a México (1886)
Hizo un último y exhaustivo viaje a Yucatán a fines de 1886, cuyo relato publicó con el título Ma derniére expedition au Yucatan (Mi última expedición a Yucatán) en el que virtualmente atravesó la Península de Yucatán de norte a sur (aunque también visitó Valladolid, en el oriente de la península); para ello utilizó parcialmente el recién inaugurado tren que habría de unir entonces la ciudad de Mérida y Peto.
En este viaje además de Valladolid recorrió Mérida, Uxmal, Labná, Tekax, Izamal, Ek Balam y Jaina.
Gracias a las publicaciones y fotografías sobre sus expediciones, Charnay expuso su teoría sobre el origen asiático de los pueblos antiguos americanos. Sus exploraciones en la zona arqueológica de Tula también contribuyeron al desarrollo de la arqueología en México.

## Otros viajes
Charnay también participó en una expedición imperialista francesa a una isla en Madagascar de la que escribió e hizo fotografías. Realizó otros viajes a América del Sur, Indonesia y Australia en los que retrató a las poblaciones nativas.
Désiré Charnay murió de neumonía en la ciudad de París el 24 de octubre de 1915. La gran mayoría de su vasto trabajo se encuentra en Francia y se exhibe en el museo etnográfico Musée du Quai Branly.
La labor de Désiré Charnay es considerada una proeza, ya que antes los arqueólogos viajaban con un dibujante, quien elaboraba las litografías, sin embargo, Charnay viajaba con su cámara y equipo fotográfico completo, el cual tenía un peso aproximado de 1 500 kilos, con los que tenía que atravesar montañas, cruzar ríos e intrincadas selvas.

## Obras
- Álbum fotográfico mexicano (1860)
- Cités et ruines américaines (1863)
- Les Anciennes villes du Nouveau Monde : Voyages d’explorations au Mexique et dans l’Amérique centrale (1885). Obra que contiene 214 grabados y 19 planos
- Ma dernière expédition au Yucatan (1886)

## Fuente
- Museo del muelle Branly